# Wilhelm Noeldechen

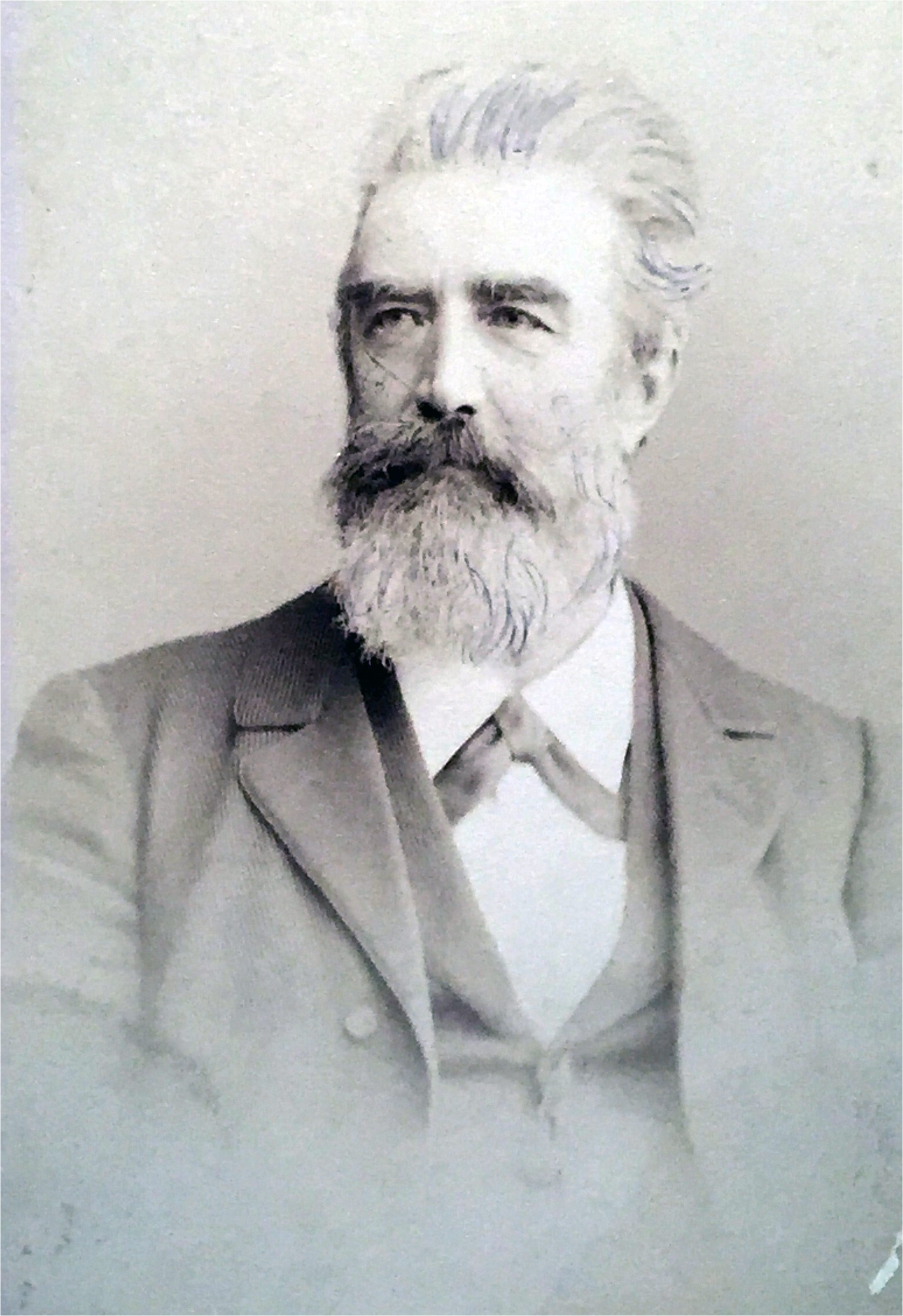
Wilhelm Noeldechen

Wilhelm Noeldechen (* 11. Mai 1839 in Wolmirstedt; † 19. Dezember 1916 in Naumburg (Saale)) war ein deutscher Arzt und Schriftsteller.

## Leben
Als Sohn eines Superintendenten besuchte Noeldechen das Martineum (Halberstadt). Ab 1858 studierte er Philosophie und Medizin an der Universität Leipzig. Mit Julius Upmann und Ludwig Gundlach wurde er 1859 im Corps Lusatia Leipzig recipiert. Zum Sommersemester 1859 wechselte er an die Friedrich-Wilhelms-Universität. Er wurde im Corps Normannia Berlin aktiv, trat aber nach kurzer Zeit aus. 1863 bestand er das philosophische Abschlussexamen und die medizinische Staatsprüfung. In Berlin wurde er zum Dr. med. promoviert. Er meldete sich als einjährig-freiwilliger Arzt zur Preußischen Armee und zog in den Deutsch-Dänischen Krieg. Beim Sturm auf die Düppeler Schanzen am 18. April 1864 erlitt er durch eine Explosion einen Gehörschaden, unter dem er zeitlebens litt. 1865 wurde er Anstaltsarzt in der Strafanstalt Schloss Lichtenburg. Später war er Kreiswundarzt im Kreis Torgau und ab 1883 Schularzt in Pforta.
Als Dichterarzt schrieb er zahlreiche Gedichte, Romane und Dramen, wobei er historische Stoffe bevorzugte. Er schrieb Lebensgeschichten von Ludwig Yorck von Wartenburg, Martin Behaim und Joachim Nettelbeck. Am Vorabend der Enthüllung vom Jung-Bismarck-Denkmal bei der Rudelsburg durch den Kösener SC-Verband 1896 trug er im Mutigen Ritter ein Gedicht auf den „Altreichskanzler“ vor. Er verfasste Studentenlieder und Gedichte für sein Corps. Auf eigenen Antrag wegen Schwerhörigkeit 1899 pensioniert, verlebte er den Ruhestand in Naumburg.
1886 erhielt er den Titel Sanitätsrat verliehen, ferner trug er den Roten Adlerorden IV. Klasse.

## Veröffentlichungen
- An der Grenze (Erzählung), 1876.
- Wiebert und Sohn (Roman), 2 Bände, 1883.
- Vor fast tausend Jahren (Erzählung), 1883.
- Konrad und Lindolf (Histor. Trauerspiel), 1885.
- Romfahrt (Reisebeschreibung), 1885.
- Diesseits und jenseits der Alpen (Novellen), 1887.
- Steckenpferde (Lustspiel), 1889.
- Wolf von Wolfskehl (Erzählung), 1890.
- Ausstand – Aufstand (Dichtung), 1891.
- Peter Hele, der Erfinder der Taschenuhren. Eine Erzählung für die Jugend und das Volk. Altenburg 1891.
- Um Haares Breite (Erzählung), 1892.
- Das Leben des Feldmarschalls Yorck von Wartenburg, 1892.
- Die Zwillingsbrüder (Erzählung), 1892.
- Ausstand (Trauerspiel), 1892.
- Im Bundschuh (Histor. Roman), 2 Bände, 1892.*
- Martin Behaim (Lebensbild), 1892.
- Straff und schlaff erzogen (Erzählung), 1892.
- Unter dem roten Adler (Erzählung), 1893.
- Schwarz und weiß (Erzählung), 1894.
- Der Wahrheit die Ehre (Erzählung), 1895.
- Joachim Nettelbeck (Lebensbild), 1895.
- Sonderbare Schwärmer (Geschichten), 1896.
- Lambert Hadewart (Erzählung), 1896.
- Bei der Schwertprobe (Erinnerungen an den Feldzug 1864), 1897.
- Die Stolzinger (Erzählungen), 1898.
- Der zweite Pfeil (Erzählung), 1900.
- Wolfram und Tannhäuser (Novelle), 1896.